# دنیل هاروی هیل
دنیل هاروی هیل (۱۲ ژوئیه سال ۱۸۲۱ – سپتامبر ۲۴، ۱۸۸۹) یکی از فرماندهان ارتش ایالات مؤتلفه در طول جنگ داخلی آمریکا بوده‌است. وی علاوه بر حرفه نظامی از نخبگان ادبی و دانش‌پژوه جنوب بشمار می‌رفت. بیشتر وی را با نام مستعار دی.اچ. هیل (انگلیسی: D.H. Hill) می‌شناسند. وی با دیگر فرمانده ارتش کنفدراسیون و همنام وی بنام ای.پی. هیل که همراه او در ارتش ویرجینیای شمالی خدمت می‌کرد خویشاوندی نداشت.

## زندگی‌نامه
دنیل هاروی هیل در ۱۲ ژوئیه ۱۸۲۱ در ناحیه یورک در کارولینای جنوبی زاده شد. وی کوچکترین فرزند سالومون و نانسی کابین هیل بود. پدر بزرگش ویلیام هیل یک استاد آهنگر و یک جنگجو و مبارز در انقلاب آمریکا بود. پس از مرگ پدرش در سال ۱۸۲۵، مادرش در اوج تنگدستی و با پاکدامنی و سختکوشی بسیار یازده فرزند خود را بزرگ کرد. مادرش مسیحی متعصب و دارای باورهای شدید مذهبی بود. در چنین شرایط و محیطی دنیل جوان با اعتقاد و ایمان مذهبی رشد یافت و این ویژگی را در تمام طول عمر خود حفظ کرد. به‌طوری که در طول جنگ داخلی وی از با مذهبی‌ترین افراد حاضر در جنگ بشمار می‌رفت و نسبت به تمام افسران جنوبی با ایمان و اعتقاد مذهبی بیشتری حضور یافت.
او در سال ۱۸۳۸ میلادی وارد وست پوینت (آکادمی نظامی آمریکا) شد و در سال ۱۸۴۲ از میان ۵۶ شاگرد به عنوان نفر ۲۸ فارغ‌التحصیل و به واحد توپخانه پیوست. در میان هم دوره‌های وی نام چند تن از فرماندهان بزرگ جنگ داخلی مانند ویلیام استارک راسکرانس، ابنر دابلدی، ارل فن دورم، جیمز لنگستریت دیده می‌شد.
وی در طول جنگ مکزیک به عنوان یک افسر جوان با خوشنامی و سرفرازی خدمت کرد. در این راستا از سوی مسئولان ایالتی کارولینای جنوبی به پاس خدمات و دلاوری اش یک قبضه شمشیر طلایی دریافت کرد. وی در سال ۱۸۴۹ از خدمت در ارتش کناری‌گیری کرد و به عنوان استاد ریاضی در دانشگاه واشینگتن (دانشگاه واشینگتن و لی کنونی) به تدریس پرداخت. اندکی بعد وی به گروهی از استادان کالج دیویدسن در کارولینای شمالی پیوست. وی بر این باور بود که ایالت‌های جنوبی به نمونه ای از یک وست پوینت جنوبی نیاز دارند؛ بنابراین وی آموزشگاه علوم نظامی کارولینا شمالی را درشهر شارلوت، کارولینای شمالی پایه‌گذاری کرد. این دانشگاه برپایه ساختار و اصول آموزشی و انضباطی آکادمی وست پونت بنا شده بود. با آغاز جنگ داخلی ناگزیر استادان و دوره دیده‌های این دانشگاه به ارتش پیوستند.
وی در سال ۱۸۴۸ با ایزابلا موریسون ازدواج کرد که از ثمره این ازدواج صاحب نه فرزند شدند. در سال ۱۸۵۷ خواهر ناتنی هیل، مری آنا موریسون با یک آموزگار دانشکده نظامی ویرجینیا به نام استون‌وال جکسن که بعدها در طول جنگ داخلی از فرماندهان بنام جنوبی شد زناشویی کرد.

## جنگ داخلی

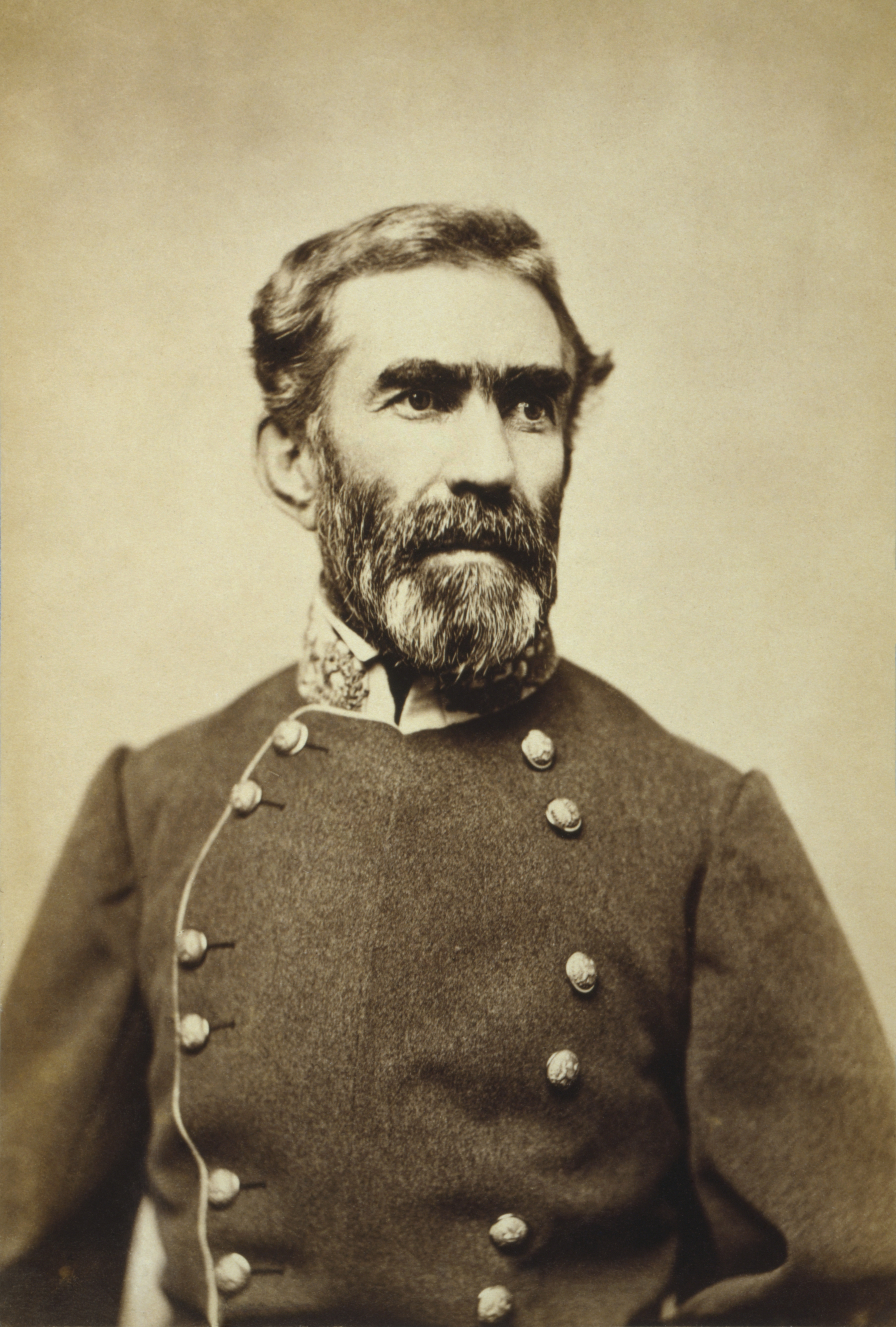
پرترهٔ ژنرال برکستون برگ

با آغاز جنگ داخلی وی با درجه سرهنگی به ارتش کنفدراسیون جنوب پیوست و به دنبال موفقیت در نبرد بیگ بثل به درجه سرتیپی ارتقا یافت. دیری نپایید که وی به درجه سرلشکری منصوب شد و به فرماندهی یکی از تیپ‌های ارتش ژنرال رابرت ئی. لی رسید. با این وجود پس از نبرد چیکاماگا از جایگاه وی کاسته شد. اگرچه پس از آن نیز در بسیاری از نبردها مانند ساوت مانتین، آنتی تام، فردریکزبرگ، نبرد هفت روزه، نبرد سون پینس، پترزبورگ، کولد هاربور، چیکاماگا، بنتونویل و … شرکت کرد. هیل مردی سخن سنج و یک منتقد صریح ژنرال لی و ژنرال برکستون برگ بود که سرانجام موجب اخراج وی از ارتش ویرجینیای شمالی گردید. با این حال وی از خوشنام‌ترین افسران جنوبی باقی ماند. یکی از افسران زیر دست وی بارها در دست نوشته‌های خود به ژنرال استون وال جکسن اشاره کرده بود که: «در میان افسران ارشد و فرماندهان جنوبی از لحاظ هوش و نبوغ نظامی، هیچ یک بالاتر از ژنرال دی.اچ. هیل قرار ندارد.»
1. ↑  "Hill, Daniel Harvey" (به انگلیسی). Archived from the original on 30 September 2018. Retrieved 28 September 2018 میلادی. {{cite web}}: Check date values in: |تاریخ بازدید= (help)
2. ↑  "Daniel Harvey Hill" (به انگلیسی). Retrieved 29 September. {{cite web}}: Check date values in: |تاریخ بازدید= (help)
3. ↑  "Hill, Daniel Harvey" (به انگلیسی). Archived from the original on 30 September 2018. Retrieved 29 September. {{cite web}}: Check date values in: |تاریخ بازدید= (help)
4. ↑  "Daniel Harvey Hill" (به انگلیسی). Retrieved 29 September. {{cite web}}: Check date values in: |تاریخ بازدید= (help)
5. ↑  "Daniel Harvey Hill (1821-1889)" (به انگلیسی). Retrieved 30 September. {{cite web}}: Check date values in: |تاریخ بازدید= (help)